# Малинівський кабельний завод

Малинівський кабельний завод — промислове підприємство розташоване в смт. Малинівка Харківської області.

## Історія
Одне з нових підприємств галузі, засноване у 2017 році та розташоване на території Малинівського технопарку. За недовгий час своєї роботи завод вже став партнером найбільших компаній-продавців телекомунікаційного обладнання, виробляючи для них продукцію під їхніми брендами.
Восени 2018 року підприємство отримало міжнародний сертифікат менеджменту якості ISO 9001:2015, виданий канадським органом PECB та вивело на ринок самостійний бренд – MCP Solutions.
Станом на початок 2019 року у виробництві знаходиться понад 20 конструкцій оптичних кабелів під брендом MCP Solutions, а також оптичні патч-корди, пігтейли та інші оптоволоконні вироби та компоненти.